# EPodunk
ePodunk è un sito web che identifica le comunità negli Stati Uniti, in Canada, in Irlanda e nel Regno Unito. Fornisce informazioni geocodificate che comprendono musei locali, attrazioni, parchi, college, biblioteche, cimiteri e altre caratteristiche, oltre alla storia locale e le curiosità. Il sito contiene cartoline d'epoca che i suoi utenti possono inviare online.

## Storia
Il sito è stato fondato nel 2001 da un gruppo di ex giornalisti che avevano lavorato per pubblicazioni tra cui il New York Times, il Detroit Free Press, l'Ithaca Times e l'American Demographics. I destinatari iniziali del sito erano i viaggiatori e le persone in fase di trasferimento.
All'inizio, il sito elencava i profili per 28.000 comunità residenziali e si concentrava principalmente su piccole comunità. Il sito è cresciuto fino a coprire comunità di tutte le dimensioni e attualmente elenca profili per oltre 46.000 comunità, incluse oltre 20.000 negli Stati Uniti. ePodunk è stato acquisito da Internet Brands nel 2007.